# Eugeniusz Chimczak

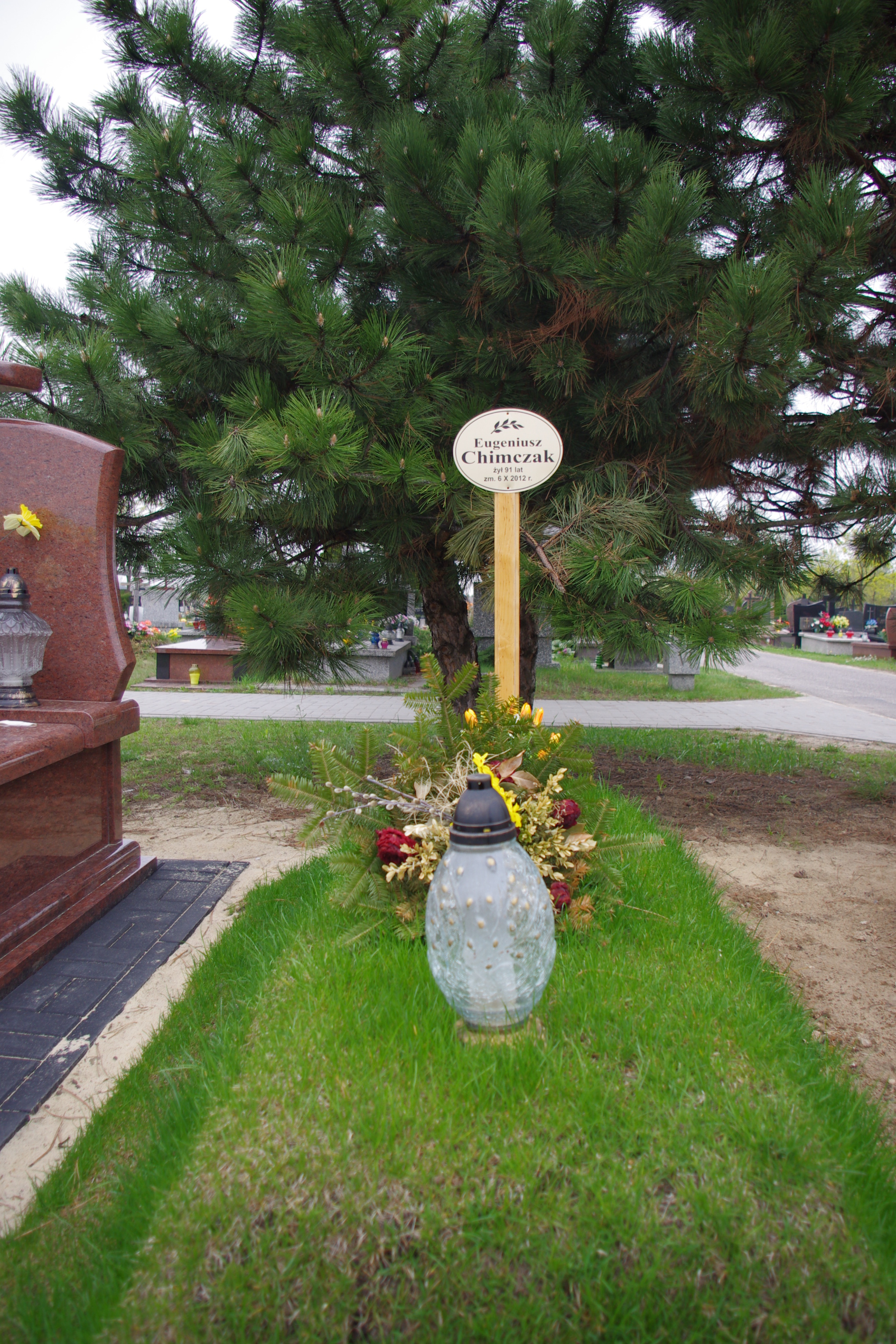
Grób Eugeniusza Chimczaka na cmentarzu komunalnym Północnym w Warszawie.

Eugeniusz Chimczak (ur. 6 listopada 1921 w Steniatynie, zm. 6 października 2012) – polski zbrodniarz komunistyczny i oprawca z okresu stalinizmu, oficer UB, śledczy.

## Życiorys
Początkowo, od 21 grudnia 1944 (jako wywiadowca, potem porucznik), pracował w Tomaszowie Lubelskim, później awansował do stopnia majora i został przeniesiony do Warszawy. Źródła i relacje przesłuchiwanych w procesach stalinowskich wskazują, że był jednym z najokrutniejszych śledczych. Przesłuchiwał m.in. Tadeusza Płużańskiego w śledztwie związanym z grupą Witolda, a także samego „ochotnika z Auschwitz” – rotmistrza Witolda Pileckiego.
W 1946 odznaczony Srebrnym Krzyżem Zasługi. Służbę w aparacie bezpieczeństwa PRL zakończył w stopniu pułkownika 15 czerwca 1984 roku.
W 1996 roku został skazany w procesie Adama Humera na 7,5 roku więzienia, nie odbył ani dnia kary ze względu na zły stan zdrowia.
Pochowany został na komunalnym cmentarzu Północnym w Warszawie.